# Microdesmes pubescens
Microdesmes pubescens là một loài bọ cánh cứng trong họ Elateridae. Loài này được Carter miêu tả khoa học năm 1939.